# Jambikus verselés
Az időmértékes verselésen belül jambikus verselésnek nevezzük azt, amikor egy versen belül csak emelkedő (jambikus) verslábak szerepelnek. 

## Története
A jambikus verselés atyjának Arkhilokhosz, ókori görög költőt tekintik, az Arkhilokhosz által megalkotott iambosz miatt, mely csipkelődő vers a mindennapok világából, emberi hibákat, 
fogyatékosságokat támad és emelkedő hanglejtésben íródott. 
Pl.: 
Te vén Lükambész, mit ki nem találsz megint?
Hol hagytad józanságodat,
amellyel eddig éltél úgy-ahogy? De most
egész város rajtad nevet.
U — | U — | — — | U — | U — | U — |
— — | — — | — — | U U |
U — | U — | U — | — — | U — | U — |
U — | — — | — — | U U

## Szabályai

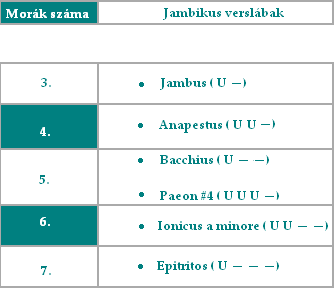
A jambikus lejtésű verslábak táblázata

Az egy versen belül található verslábak mindegyikének vagy emelkedőnek (jambikusnak) kell lenniük, vagy semlegesnek. 
Alkothatja:
- Jambus
- Anapestus
- Bacchius
- Paeon 4. változata
- Ionicus a minore
- Epitritos 1. változata

Továbbá a semleges verslábak bármelyike helyettesíthet egy jambikus verslábat.

## Jambikus sorfajták és versszerkezetek

### Kettes jambus
A kettes jambus a verslábak legelemibb kombinációja.  Csupán két jambusból áll, értéke 6 mora.
- Képlete: U — | U —

### Hármas jambus
A kettes jambus kibővített változata, összesen 3 jambus alkotja. 
- Képlete: ∪ — | ∪ — | ∪ —

### Negyedfeles jambus
A negyedfeles jambus a hármas jambus megtoldott változata, a három egymást követő jambus után egy mora értékű rövid szótag zárja ezt a sorfajtát. 
- Képlete: U — | U — | U — | U

A hármas és a negyedfeles jambus összetételével egy versszerkezetet kapunk, melynek a neve Hármas-negyedfeles jambusú szakasz.

### Négyes jambus
4 jambus összekapcsolódását egy sorban négyes jambusnak, vagy más néven jambikus bimeternek (görög) vagy quaternariusnak (latin) nevezzük.
- Képlete: U — | U — | | U — | U — (a sort 4 jambus adja)

vagy 
U — U — | U — U — (2-2 jambus összekapcsolódik egy szón belül egy-egy dijambussá, így adva a jambikus bimetert)
Ez is alkothat párt a hármas jambussal, ami főleg az angol költészetre jellemző. Ebben az esetben a képlet:
U — | U — | U — | U —
U — | U — | U —
U — | U — | U — | U —
U — | U — | U —
A Szent Ambrus egyházi költő (aki a rímet megalkotta) által alkotott ambroziánus vers is jambikus bimeterre épül. 8 strófás vers, melyet 4 soros versszakok építenek fel. A versszakok egy-egy sora 8 szótagú, s 4 jambusból állnak (jambikus bimeter). 
Elegiambusnak nevezzük azt a periódust a klasszikus költészetben mely egy kis arkhilokhoszi sorból és egy négyes jambikus sorból áll. Ha a jambikus négyes szerepel először, akkor pedig iambelegusnak hívjuk.

### Ötödfeles jambus
Ha 4 jambus értékű versláb és pluszba egy mora értékű rövid szótag áll egymás mellett, akkor ötösfeles jambusról beszélünk. 
- Képlete: U — | U — | U — | U — | U

Azonban ha a kitekintést is figyelembe vesszük (a sor utolsó szótagjának ritmika értéke függ a következő sor első betűjétől is) akkor a záró ∪ lehet ∪  is, ettől még ötösfeles jambusnak tekintjük, mert csak a kitekintés miatt nyúlik meg a szótag.
Az ötösfeles jambus a négyes jambussal együtt alkotja az ötödfeles-négyes jambusú szakaszt. 
Pl.:
"Anyám, az álmok nem hazudnak,
Takarjon bár a szemfödél:
Dicső neve költő-fiadnak,
Anyám, soká, örökkön él"
(Petőfi Sándor: Jövendölés)
U — | U — | — —| U — | U
Ötödfeles jambus, melyben a 3. jambust egy spondeus helyettesíti, de mivel az semleges a vers lejtése megmarad emelkedőnek.
U — | — — | U — | U —
Négyes jambus, ahol a 2. jambust egy semleges spondeus helyettesíti.
U — | U U | — — | U — | U
Ötödfeles jambus, a 2. jambust pyrrichius, a 3. jambust spondeus helyettesíti. Mindkettő semleges, így a lejtés továbbra is jambikus marad.
U — | U — | U — | U —
Tiszta jambikus négyes, minden verslába jambus.
Puskin Anyegin-strófája is ötödfeles-négyes jambikus. Ez a strófa 14 soros, rímképlete: a b a b c c d d e f f e g g. Érdekessége, hogy a szótagszám hasonul a ritmusképlethez: 
- 9 |8 |9 |8 |9 |9 |8 |8 |9 |8 |8 |9 |8 |8
- a |b |a |b |c |c |d |d |e |f |f |e |g |g

### Ötös-hatodfeles jambus
A két sor szinte mindig együtt szerepel. Az ötös jambus 5 jambikus verslábból áll, melyet helyettesíthetnek semleges verslábak. A hatodfeles képlete tisztán, csak jambusokkal:
- U — | U — | U — | U — | U — ( | U )

Pl.:
S ilyen legyen dalom: egy villám fénye,
Egy könny, kimondva ezrek kínjait;
Kit nem hevít korának érzeménye,
Szakítsa ketté lantja húrjait!
(Eötvös József: Én is szeretném)
U —  | U — | U U | — — | — — | U
A mondatkezdő „S” nem számít bele a ritmusba, mert megelőzi a magánhangzót. Ez egy hatodfeles jambus, melynek a 3. és 4. jambusát pyrrichius, illetve spondeus helyettesíti.
— — | U — | U — | — — | U U
Jambikus ötös, melynek csupán a 2. és a 3. verslába jambus, a többi semleges. (pyrrichius és spondeus)
— — | U — | U — | U — | U — | U
Hatodfeles jambus, csak az első, a kezdő jambust helyettesíti spondeus.
U — | U — | — — | U — | U U
Jambikus ötös, 3. verslába spondeus, s egy pyrrichius-szal zár.
Drámai jambusnak is nevezik, bár eleinte a klasszikus drámákban a 12 szótagos jambikus trimetert hívták így, de Shakespeare, az angol drámaíró előszeretettel alkalmazta drámáiban: a 10 szótagú sorok jambikus ötösek, a 11 szótagos sorok hatodfeles jambikus sorok voltak. 
Az itáliai eredetű oktáva versben, melynek rímképlete a b a b a b c c, a ritmusképlet szintén lehet ötös-hatodfeles jambus. 
Például Arany László, A délibábok hőse című művében a ritmust és a rímet összefűzte egymással, így a keresztrímeknél jambikus hatodfeles és ötös váltotta egymást, a záró párosrímet pedig két jambikus ötös adta. 
A szintén itáliai eredetű tercina versben, mely 3 soros részekből áll, melyeknek ritmusképlete a b a   b c b   c d c volt ritmusképlete lehetett ötös-hatodfeles jambus, esetleg hatodfeles jambus magában. 
A hendekaszillabus (11 szótagú) verseknek is volt hatodfeles jambikus változata, például Petrarca Pó, földi kérgem bárhogy is sodorjad című versében a második sor:
„…vized hatalmas, száguldó folyásán:…”
U — | U — — | U — | U — | U — | U
A második versláb egy bacchius, mely egy szintén jambikus lejtésű, 4 mora értékű versláb. 
A nagy alkaioszi strófa is hendekaszillabus ritmusa lehet hatodfeles jambus.

### Hatos jambus
Más néven jambikus trimeter, mivel 3-szor (tri-) két jambus alkotja az alapját. Jellemző az ógörög drámákra, illetve Phaedrus római meseköltő szerkesztésére
- Képlete: U — | U — | | U — | U — | | U — | U —

### Magyar alexandrinus
Ősi formája egy négyütemes sor volt, melyben a sorok 8 és 14 szótag között mozogtak szabadon. A XVI. századra ez a szám 12-re stabilizálódott. Eredetileg  6|6 arányban cezura (metszet) választotta el a sor két felét, de idővel ez a szabályszerűség elhanyagolódott. 
- Képlete: U — | U — | U — | | U — | U — | U —

„…Sikolt a harci síp, riadj magyar, riadj!…”
(Czuczor Gergely: Riadó)
Ritmusképlete tiszta, mind a 6 verslába jambus. A cezurát a vessző jeleníti meg, a levegővétellel megszakítja a gondolatot, hogy felkiáltással zárja a sort.